# Ulrich Klaes
Ulrich Klaes (* 1. Februar 1946 in Essen) ist ein ehemaliger deutscher Hockeyspieler und Olympiasieger.
Ulrich Klaes wurde 1972 mit Rot-Weiss Köln Deutscher Meister im Feldhockey, nachdem die Kölner zuvor mehrfach Vizemeister geworden waren. 1973 und 1974 konnten die Kölner erneut den Titel gewinnen.
Der Rechtsaußen mit einer 100-Meter-Bestzeit von unter elf Sekunden debütierte 1971 in der deutschen Hockeynationalmannschaft. 1972 wurde Klaes in den Kader für die Olympischen Spiele 1972 in München berufen, er war mit drei Länderspielen der Spieler mit der geringsten internationalen Erfahrung im damaligen Aufgebot. Während der Olympischen Spiele verdrängte er Detlev Kittstein aus der Stamm-Mannschaft und gehörte auch im Halbfinale und Finale zur Mannschaft. Im Finale gegen den amtierenden Weltmeister aus Pakistan gewannen die Deutschen durch ein Tor von Michael Krause mit 1:0. Insgesamt wirkte Ulrich Klaes von 1971 bis 1972 in 9 Länderspielen mit.
Für den Gewinn der Goldmedaille bei den Olympischen Spielen in München 1972 wurde er am 11. September 1972 mit dem Silbernen Lorbeerblatt ausgezeichnet.
Heute ist Ulrich Klaes als Geschäftsmann in der Brennstoffindustrie tätig.